# فوقسية
فصيلة الفوقسية أو فصيلة فوكسية (الاسم العلمي: Fucaceae) هي فصيلة من الطلائعيات تتبع رتبة الفوقسيات من طائفة الطحالب البنية.

## أجناس الفوقسية
- زقياني (الاسم العلمي: Ascophyllum)
- فوقس (الاسم العلمي: Fucus)
- فوقس مسائي (الاسم العلمي: Hesperophycus)
- بلفيتة (الاسم العلمي: Pelvetia)
- بلفتيانية (الاسم العلمي: Pelvetiopsis)
- سلفيتة (الاسم العلمي: Silvetia)